# Maurice-Marie Janot
Pour les personnes ayant le même patronyme, voir Janot.
Maurice-Marie Janot est un pharmacien, chimiste, biologiste et pharmacologue français, né le 3 novembre 1903 à Plombières-les-Bains et mort le 10 décembre 1978 à Paris, surtout connu pour ses contributions à l'étude des substances naturelles et plus particulièrement des alcaloïdes d'origine végétale.

## La carrière
Maurice-Marie Janot est le fils de Joseph Janot, pharmacien, et d'Augustine, née Soyard, libraire. Il passe son enfance à Plombières. Entré en 1914 au lycée Saint-Louis de Paris, il poursuit ses études secondaires au collège de Remiremont et au lycée Gérôme de Vesoul. Il obtient la première partie du baccalauréat en 1920. L'année suivante, c'est au lycée Henri-IV, à Paris de nouveau, qu'il se prépare aux épreuves de la seconde partie.
Reçu en philosophie et mathématiques, il accomplit un stage d'un an dans l'officine de son père, à Plombières, avant de s'inscrire, en 1922, à la faculté de pharmacie de Paris. L'année 1925, à l'issue d'un stage dans le laboratoire d'Auguste Béhal, il obtient le certificat d'études supérieures de minéralogie et il est récompensé par le prix de chimie analytique de la faculté. Diplômé de pharmacie en 1926, il est nommé assistant de la chaire de pharmacie galénique. La même année, il réussit au concours de l'internat en pharmacie et entre à l'hôpital de la Pitié dans le service de Marcel Delépine. De 1927 à 1929, il obtient la licence en sciences naturelles et les certificats de botanique, de physiologie générale et de chimie biologique.
Après avoir terminé son internat à la clinique Tarnier, il part pour Zurich où il réside pendant deux ans, poursuivant ses recherches sur le sclaréol au laboratoire de Lavoslav Ruzicka. Sous la direction d'Auguste Béhal et de Raymond Delaby, il prépare le doctorat en sciences naturelles qu'il obtient en 1932. Il  bénéficie dans les années qui suivent d'une bourse d'études de la Caisse nationale des sciences. Il devient en 1937 chargé de recherche à la Caisse nationale des sciences et maître de conférences à la faculté de pharmacie et, l'année suivante, chargé de conférences de pharmacie galénique et de morphologie et biologie végétales. En 1941, il accède à la chaire de pharmacie galénique. En 1950, il est reçu docteur en médecine.
À la création de l'Institut de chimie des substances naturelles du C.N.R.S., à Gif-sur-Yvette, en 1955, Maurice-Marie Janot est nommé à la direction, qu'il conservera jusqu'en 1968, de la section des alcaloïdes et des antibiotiques, Edgar Lederer prenant celle des substances d’origine microbienne, végétale ou animale. Pendant cette période, entre 1958 et 1966, Janot est assesseur du doyen de la faculté de pharmacie. Il prend sa retraite en 1974. Il meurt à Paris, le 10 décembre 1978.

## L’œuvre scientifique

### La chimie des substances naturelles
La première étude de Maurice-Marie Janot, sujet de sa thèse de doctorat en sciences naturelles, a porté sur la chimie du sclaréol, principe cristallisé isolé de l'essence de sauge dont il a démontré en 1931, dans le laboratoire de Lavoslav Ruzicka à l'École polytechnique de Zurich, la nature diterpénique.
Par la suite, Janot a consacré l’essentiel de ses recherches à la chimie des substances naturelles d’origine végétale, et plus particulièrement des alcaloïdes dont il a isolé, analysé, synthétisé et étudié plus d’une centaine. Pour en établir la structure, il a été l’un des premiers à utiliser la résonance magnétique nucléaire, la spectrométrie de masse et le dichroïsme circulaire.
En 1953, il a élucidé la structure de la corynanthéine, étape majeure dans le progrès de la chimie des alcaloïdes.
Tous d’un grand intérêt théorique, certains des résultats obtenus par Maurice-Marie Janot ont également présenté un intérêt pratique, ceux par exemple qui ont porté sur des types structuraux nouveaux, sur des mécanismes stéréochimiques et réactionnels ou sur des voies d'accès simplifiées aux hormones stéroïdes.

### Les autres domaines
De 1939 à 1940, Maurice-Marie Janot a contribué, en chimie biologique, aux recherches d'Yves Raoul sur le dosage de la vitamine A et du carotène dans le sang. Il a également travaillé sur les antibiotiques, et ce dès 1943. D’autre part, il a poursuivi des recherches en hydrologie sur les eaux vosgiennes radioactives, et en physiologie sur la chimie de la croissance des plantes. Enfin, en 1972, il a abordé l'étude des lipides de l'ovocyte du cœlacanthe.

### L’enseignement
Dans le domaine de la chimie des substances végétales, Maurice-Marie Janot est à l’origine, avec Robert Goutarel, d'une école très active. Parmi les élèves formés à son enseignement, près de quarante sont devenus, en France, professeurs, maîtres de conférences, directeurs ou maîtres de recherche au CNRS. À l'étranger, douze de ses élèves ont accédé au professorat.
L'œuvre de Maurice-Marie Janot se prolonge aujourd’hui dans les études de chimie et de pharmacologie des substances naturelles que poursuivent, en France comme à l'étranger, l'Institut de chimie des substances naturelles et plusieurs autres centres de recherche.

## Sociétés et académies
- Membre résidant de la Société de pharmacie de Paris (future Académie de pharmacie en 1941).
- Secrétaire général technique de la Pharmacopée française (1943-1968).
- Membre du Comité consultatif des universités (1945-1970).
- Archiviste de l’Académie de pharmacie (1945-1966 et 1972-1978).
- Vice-président fondateur de la Société de technique pharmaceutique (1946).
- Membre du conseil de la Société chimique de France (1949).
- Membre du comité d'experts pour les antibiotiques de l’Organisation mondiale de la santé (1950).
- Membre du Conseil de la Société de chimie biologique (1951-1956).
- Vice-président du conseil de la Société chimique de France (1952-1954 / 1958-1966).
- Membre du conseil académique de l'université de Paris (1954-1955).
- Membre du conseil de l'université de Paris (1955-1970).
- Codirecteur de l'Institut de chimie des substances naturelles du CNRS (1955-1968).
- Membre de l'Académie de médecine (1956).
- Président du conseil de la Société de chimie biologique (1961).
- Membre de l'Académie des sciences, au siège de Marcel Delépine (1967).
- Vice-président (1967) et président de l’Académie de pharmacie (1968).
- Vice-président de la Commission européenne de pharmacopée et chef de la délégation française.
- Membre du Conseil supérieur d'hygiène publique de France (1972).
- Président de la Commission de la Pharmacopée française (1973).
- Président de l'Académie de médecine (1973).

Maurice-Marie Janot fut également :
- Vice-président de la Société d'histoire de la pharmacie[2] ;
- Président du sénat de l'université de Paris-Sud ;
- Docteur honoris causa des universités de Stockholm, Uppsala, Liège, Athènes et Bruxelles ;
- Membre d’honneur de la Société chimique de Belgique[3] ;
- Membre d’honneur de la Société suisse de chimie[4].

## Récompenses
- Prix de chimie analytique de la faculté de pharmacie (1925).
- Prix Houzeau et médaille Berthelot, de l'Académie des sciences (1939).
- Prix Nativelle, de l'Académie de médecine (1942).
- Prix Paul-Marguerite-de-la-Charlonie, de l'Académie des sciences (1946).
- Prix Jansen, de l'Académie de médecine (1952).
- Prix Schützenberger, de l'Académie des sciences (1953).
- Médaille Stas, de la Société chimique de Belgique (1962).
- Médaille d'or Host-Madsen, de la Fédération internationale pharmaceutique (1964).
- Hanbury Memorial Medal, de la Société pharmaceutique de Grande-Bretagne (en) (1968).

Maurice-Marie Janot fut également lauréat de la faculté de médecine et de la Société chimique de France.

## Distinctions
- Chevalier de la Légion d'honneur (1950).
- Commandeur de l'ordre des Palmes académiques (1961).
- Officier de l'ordre du Mérite agricole (1962).
- Officier de la Légion d'honneur (1962).
- Commandeur de l'ordre national du Mérite (1970).

## Hommage
- Le prix Maurice-Marie-Janot (Maurice-Marie Janot Award) est une récompense créée en 1986 par l'Association de pharmacie galénique industrielle (APGI), la fondation Paul Neumann pour la recherche scientifique et l'Association francophone des enseignants de pharmacie galénique (AFEPG). Il est décerné à un chercheur en pharmacologie de niveau international[5]. En 2012, il a été accordé au professeur Robert Gurny, de l'université de Genève[6] et, en 2014, au professeur María José Alonso, de l'université de Saint-Jacques-de-Compostelle[7].

## Publications
- 1941 : avec Émile Dufau et Léon-Gabriel Toraude, Notions pratiques de pharmacie, Paris, Vigot frères, 3e éd., 584 p. (présentation en ligne).
- 1947 : avec Paul Lebeau et Gaston Courtois, Traité de pharmacie chimique, Paris, Masson et Cie, 3e éd. (OCLC 602958902) (et 1956, 4e éd.)
- 1949 : avec Albert Goris, André Liot et André Goris,  Pharmacie galénique, Paris, Masson et Cie, 3e éd., 2315 p., 2 vol..
- 1949 : avec Ernest Fourneau, Les Curares : Aperçu sur la chimie des curares et de quelques substances curarisantes (extrait des Annales pharmaceutiques françaises), Paris, s. n., coll. « Travaux du laboratoire de matière médicale de l'École supérieure de pharmacie de Paris » (no 34), s. d. [1949 ?], 25 p. (OCLC 493469360).
- 1953 : collaboration à (en) Richard Helmut Fred Manske et Henry Lavergne Holmes, The Alkaloïds : Chemistry and Physiology, vol. 3, New-York, Academic Press (OCLC 751188507).
- 1953 : avec Jean Keufer, Mécanismes biochimiques de l'activité des antibiotiques : Pénicilline, streptomycine, « tyrothricine », Paris, Masson et Cie, 74 p. (OCLC 459766237).